# Best of Illés Koncert
A Best of Illés Koncert az Illés együttes koncertalbuma. Három koncert, az 1981-es miskolci, az 1990-es budapesti, Népstadionbeli, és az 1996-os Budapest Sportcsarnok-beli koncert felvételiből válogatás.

## Az album dalai
Minden dal Szörényi Levente és Bródy János szerzeménye, kivéve azok, ahol a szerzőség jelölve van.
1. Ne gondold – 3:40
2. Oh, mondd – 2:50
3. Légy jó kicsit hozzám – 4:30
4. Kéglidal – 3:37
5. Óh, kisleány  (Illés Lajos-Bródy János) – 2:46
6. Az ész a fontos, nem a haj  (Szörényi Szabolcs-Bródy János) – 3:51
7. Az utcán – 3:20
8. Keresem a szót – 3:50
9. Amikor én még kissrác voltam – 2:58
10. Sárga rózsa – 4:38
11. Március, 1848 – 3:30
12. Európa csendes (Szörényi Levente-Petőfi Sándor) – 5:17
13. Ha én rózsa volnék (Bródy János) – 3:33
14. Elvonult a vihar – 3:45
15. Még fáj minden csók – 3:00
16. Miért hagytuk, hogy így legyen (Illés Lajos-Bródy János) – 3:31
17. Good Bye London – 3:36
18. Little Richard – 3:00

## Közreműködők
- Illés Lajos – zongora, csembaló, orgona, vokál
- Szörényi Levente – ének, gitár, vokál
- Szörényi Szabolcs – ének, basszusgitár, vokál
- Bródy János – ritmusgitár, vokál, ének
- Pásztory Zoltán – dob, ütőhangszerek